# Herbaspirillum
Herbaspirillum es un género de bacterias gramnegativas de la familia Oxalobacteraceae. Fue descrito en el año 1986. Su etimología hace referencia a espiral de la hierba. Son bacterias aerobias y móviles mediante flagelos. Catalasa y oxidasa positivas. La mayoría de especies se suelen encontrar en la rizosfera de plantas. Alguna especie puede ser patógena de plantas, cómo Herbaspirillum rubrisubalbicans. Por otro lado, en algunas ocasiones se ha aislado Herbaspirillum huttiense de infecciones humanas.

## Taxonomía
Actualmente hay 13 especies descritas de Herbaspirillum:
- Herbaspirillum aquaticum
- Herbaspirillum autotrophicum
- Herbaspirillum camelliae
- Herbaspirillum chlorophenolicum
- Herbaspirillum frisingense
- Herbaspirillum hiltneri
- Herbaspirillum huttiense
- Herbaspirillum lusitanum
- Herbaspirillum piri
- Herbaspirillum rhizosphaerae
- Herbaspirillum robiniae
- Herbaspirillum rubrisubalbicans
- Herbaspirillum seropedicae